# Etna
|  | Per a altres significats, vegeu «Etna (desambiguació)». |

L'Etna, també conegut localment com a Mungibeddu (el Montgibell en català medieval), és un volcà de la costa est de Sicília, entre les províncies de Messina i Catània. És el volcà actiu més gran d'Europa i la muntanya més alta d'Itàlia (3.357 metres) fora dels Alps. Durant un període de sis mesos el 2021, l'Etna va fer erupció tant de material volcànic que la seva alçada va augmentar aproximadament uns 100 m, i el cràter sud-est és ara la part més alta del volcà. La seva prominència té el mateix valor que la seva altura, ja que és la muntanya més alta de l'illa. L'Etna cobreix una àrea de 1.570 km². L'aparició de l'Etna està datada en 300.000 anys, cosa que fa que sigui un volcà recent segons el temps geològic.
L'Etna ocupa una superfície de 1190 km² amb una circumferència basal de 140 km. Això el converteix, amb diferència, en el més gran dels tres volcans actius d'Itàlia, sent aproximadament dues vegades i mitja l'alçada del següent més gran, el mont Vesuvi. Només el Teide a Tenerife, a les illes Canàries, el supera a tota la regió europeu-nordafricana a l'oest del mar Negre.
Està constituït per una massa de materials de projecció i per lava. A més del cràter principal i d'un parell més de grans dimensions, també presenta una gran quantitat de petits cràters adventicis. L'activitat hi és gairebé constant, i les erupcions posen sovint en perill gent, cases i conreus. L'erupció del 1669, que va destruir una bona part de Catània, ha estat la més catastròfica, amb 20.000 morts. L'erupció va començar l'11 de març i la colada de lava va arribar a la ciutat el 16 d'abril.
Durant el segle xx la seva altura ha variat sovint en uns 100 metres amunt o avall en funció de les seves erupcions de lava. L'erupció més recent va ser el dijous 10 de febrer de 2022.
La seva altitud elevada implica que hi hagi al seu entorn un microclima humit que contrasta amb el clima de la regió siciliana: és terra d'agricultura fèrtil, hi ha estacions d'esquí, etc.

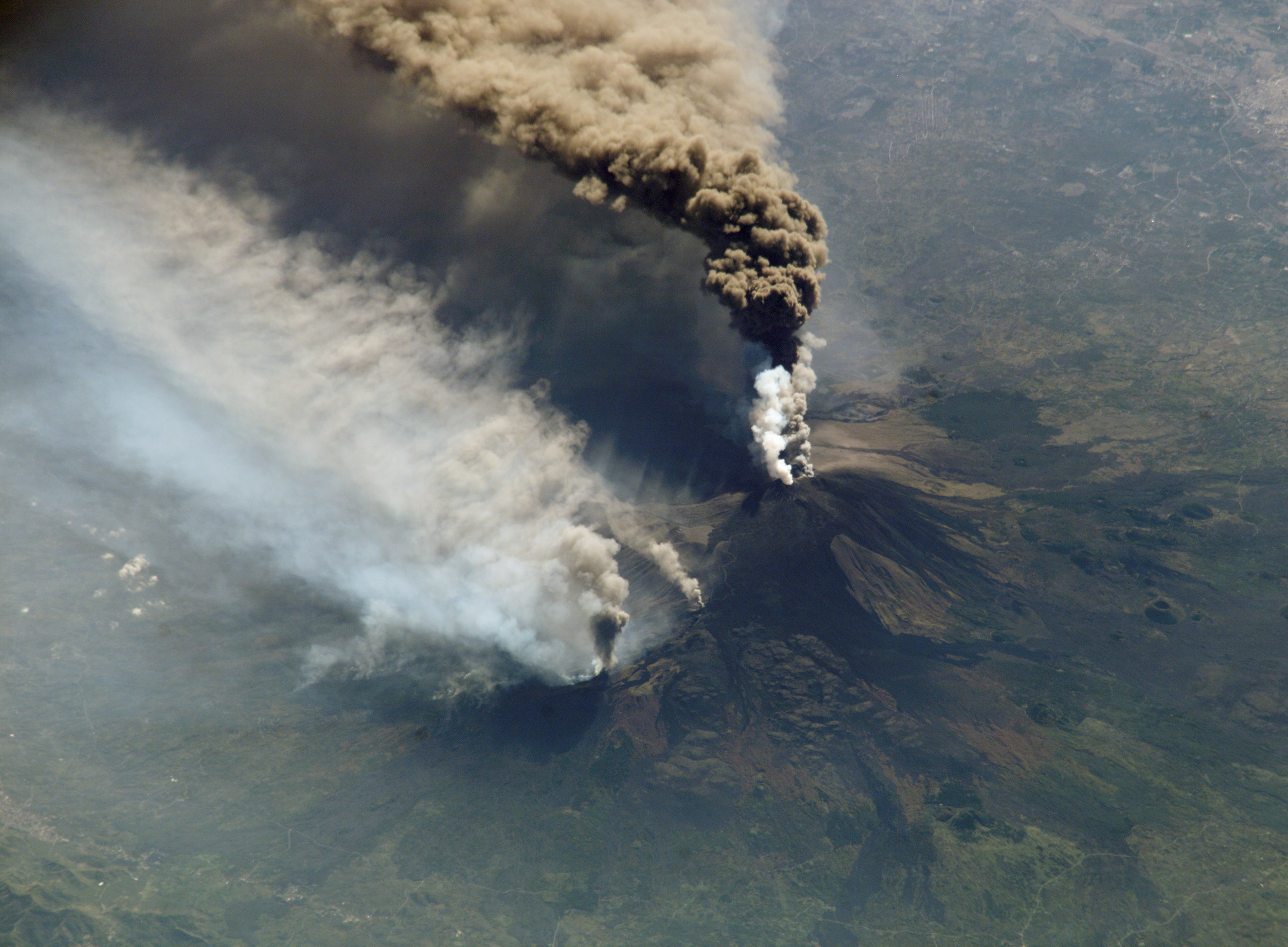
L'Etna el 30 d'octubre de 2002.

A causa de la seva història d'activitat recent i població propera, l'Etna ha estat designat Volcà de la dècada per les Nacions Unides. El juny de 2013, va ser afegit a la llista de Patrimoni de la Humanitat de la UNESCO.

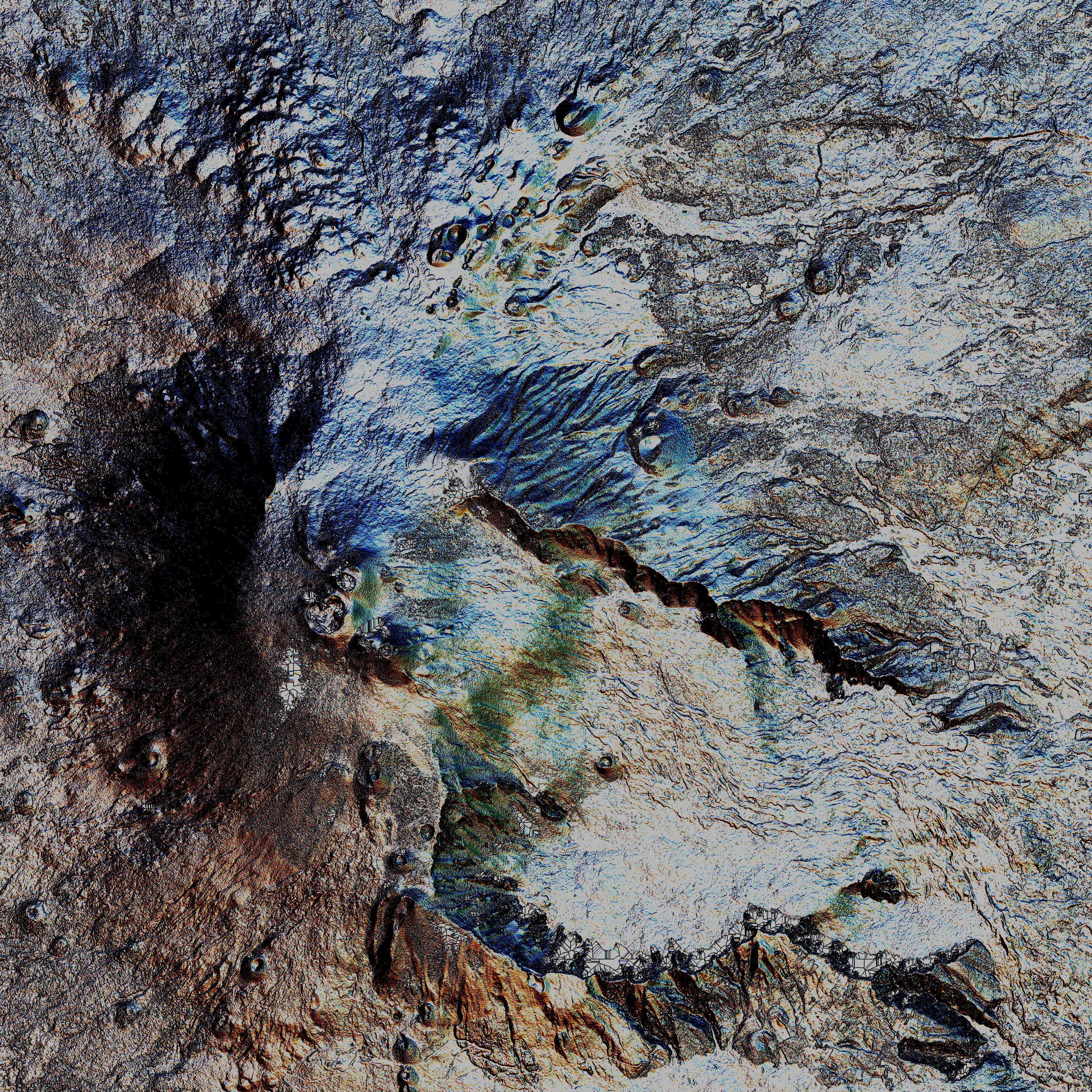
Relleu multidireccional d'ombra de l'Etna

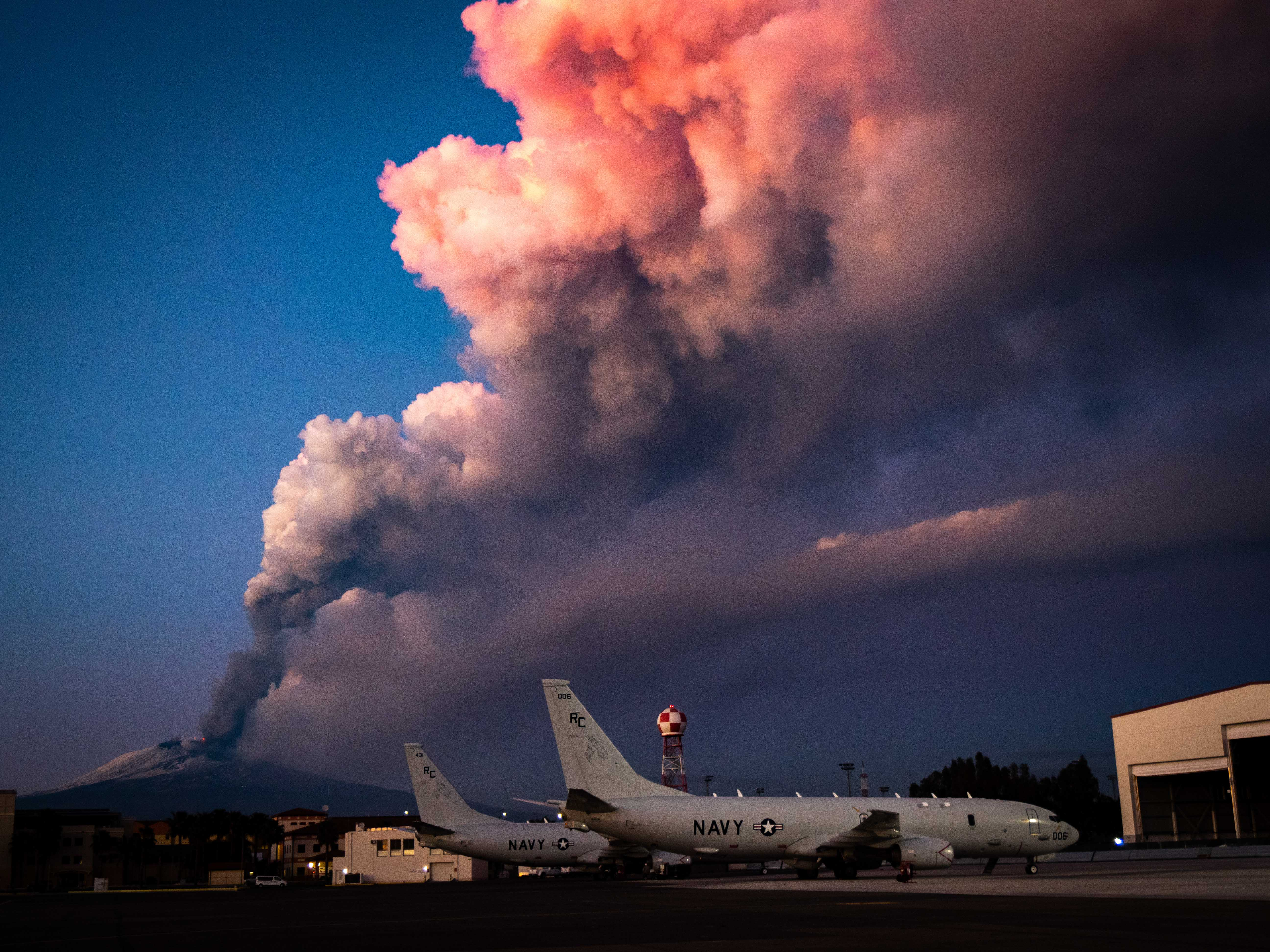
Erupció de febrer de 2021 vista des de l'Estació Aèria Naval de Sigonella

## Mitologia

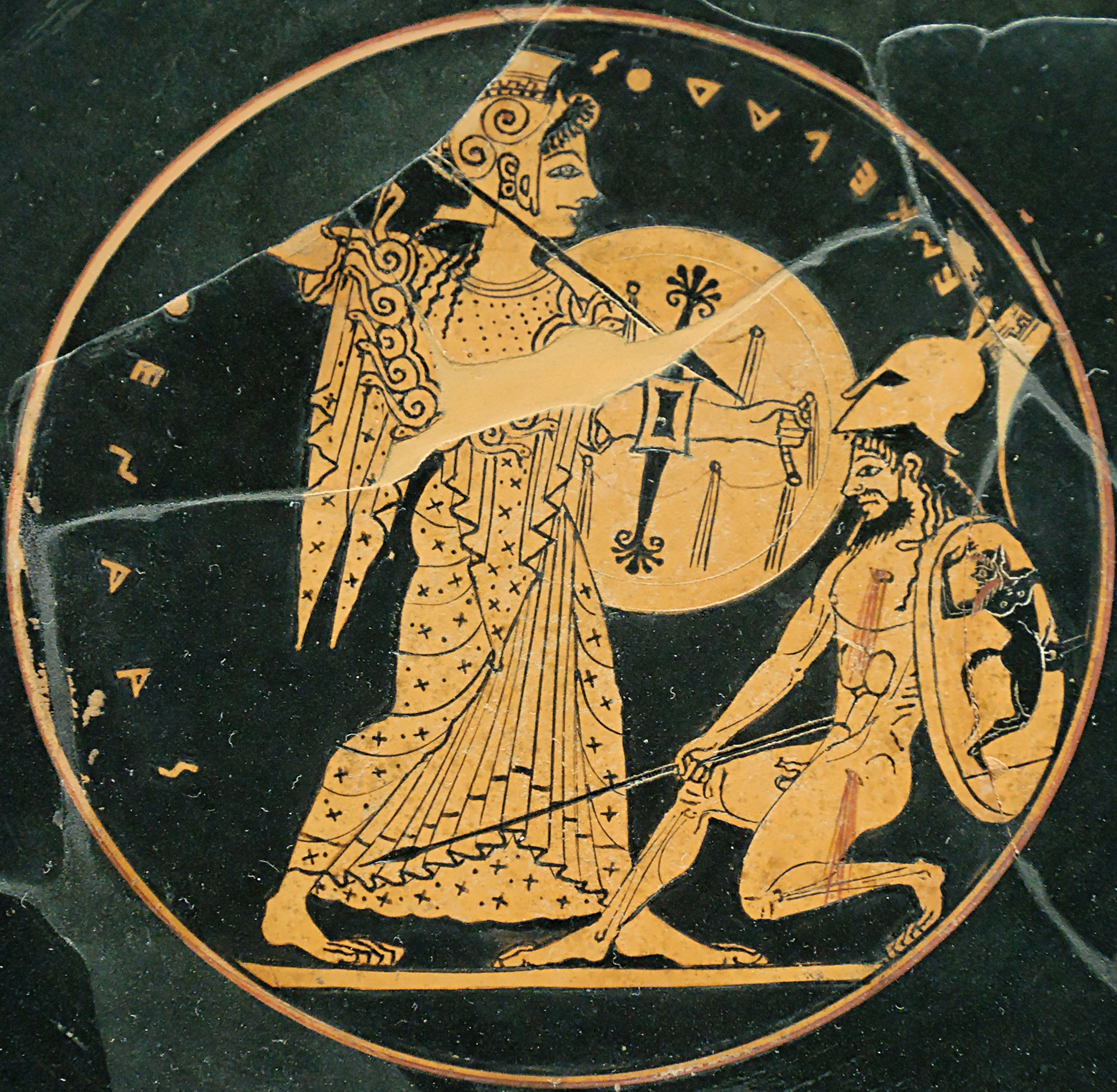
Atena i Encèlad lluitant, plat de figures vermelles al Louvre

El nom d'Etna prové del mot grec αίθω (‘cremar’) o del fenici attano. Etna (Aetna) és també el nom d'una nimfa siciliana filla d'Urà. Una altra visió és que el nom deriva de la paraula fenícia attuna que significa ‘forn’ o ‘xemeneia’. En grec clàssic, s'anomena Αἴτνη, Aítnē, nom donat també a Catània i a la ciutat coneguda originalment com Inessa. En llatí es diu Aetna. En àrab, s'anomena جبل النار, Jabal an-Nār, ‘la Muntanya del Foc’.
En el transcurs de la gigantomàquia, el gegant Encèlad deserta del camp de batalla; la deessa Atena el castiga tirant-li al damunt l'illa de Sicília, sota la qual continua estant empresonat. El seu alè de foc surt de l'Etna i provoca sismes quan es mou. Segons la mitologia grega, les fargues del déu Hefest es troben sota l'Etna. És aquí que fabricava les armes dels déus de l'Olimp: el trident de Posidó, el llamp de Zeus, etc. Va ser ajudat pels ciclops ferrers, que no s'han de confondre amb els ciclops pastors, com Polifem, que vivia també a Sicília. Els sorolls sords que s'escapen del volcà són el martelleig de les eines sobre les encluses. Els romans pensaven que Vulcà es trobava a l'illa del mateix nom, al nord de Sicília.
Segons el poeta grec Píndar, Zeus combaté i després tancà el monstre Tifó sota l'Etna, que causa les erupcions. És guardat per Hefest. Tifó portava ales d'àliga i tenia cent caps de drac, els ulls dels quals llençaven flames. Era el pare de Cèrber i de Quimera. Píndar designa l'Etna com la «columna del cel» a les Poètiques.
Avui, el nom Mongibello s'utilitza per a la zona de l'Etna que conté els dos cràters centrals, i els cràters situats al sud-est i al nord-est del con volcànic.
El nom Mongibel es troba en el romanç artúric, com el nom del castell (o regne) de l'altre món de Morgana i el seu mig germà, el rei Artús, localitzat a l'Etna, segons les tradicions que els concerneixen derivades de les històries explicades pels bretons que acompanyaven els ocupants normands de Sicília. El que originàriament eren concepcions gal·leses sobre un rei nan d'un paradisíac, l'inframón celta es va unir a la figura quasi històrica d'Artús com a "governant de les antípodes" i després van ser trasplantats a un entorn sicilià, per bretons impressionats per les associacions ja d'altre món de la gran muntanya volcànica de la seva nova llar. El medievalista Roger Sherman Loomis cita passatges de les obres de Gervasi de Tilbury i Cessari d'Heisterbach (datant de finals del segle XII) que inclouen relats del retorn d'Artús dalt d'un cavall perdut que s'havia desviat al seu regne subterrani sota l'Etna. Cesari cita com a autoritat per a la història un cert canonge Godescalcus de Bonn, que ho va considerar com un fet històric de l'època de la conquesta de Sicília per part de l'emperador Enric cap al 1194. Cesari fa servir en el seu relat la frase llatina in monte Gyber ("dins de l'Etna") per descriure la ubicació del regne d'Artús.
La Fada de Gibel delcastell de Gibaldar (fada de l'Etna) apareix a Jaufré, l'únic romanç artúric en llengua occitana que es conserva, la composició del qual està datada entre 1180 i 1230. No obstant això, a Jaufré, si bé pel seu nom queda clar que la reina de les fades en qüestió és Morgana, s'accedeix al ric regne subterràni del qual és la mestressa, no per una gruta de foc als vessants de l'Etna, sinó per una "font": una circumstància més d'acord amb les associacions originals d'aigua, més que de foc, de Morgan, abans de la seva incorporació al folklore de Sicília. Per a una altra concepció siciliana del regne de les fades o castell de Morgan le Fay - vegeu Fata Morgana (miratge), un fenomen òptic comú a l'estret de Messina.

## Història
Encara es debat sobre l'origen del vulcanisme que alimenta l'Etna, així com el de les illes Eòlies situades al nord de Sicília o el de les Cíclades a Grècia. Es discuteix si podria deure's a la presència d'un punt calent, o a la subducció de la placa africana sota la placa eurasiàtica.
L'Etna actual, anomenat Mongibello per distingir-lo d'altres fases de formació, és el resultat d'una construcció que es va dur a terme en quatre fases repartides al llarg de 500.000 anys:
- el període " pre-etneu », amb activitat essencialment submarina, va començar fa uns 400.000 anys al sud-est de l'actual Etna i va donar lloc als esculls d'Acicastello compostos per lava de coixí;[18]
- la fase" Antic Etna ", iniciada fa uns 168.000 anys, produeix erupcions localitzades com la de Paternò (sud-sud-oest) i potser és l'origen del primer edifici al lloc de l'Etna;[18]
- la fase" Trifoglietto II ", iniciada fa 80.000 anys, es caracteritza per la construcció de diversos estratovolcans construïts per apilament successiu;[18]
- la frase" Mongibello", iniciada fa 35.000 anys i que encara dura, va veure la construcció de l'actual cim en tres etapes, Mongibello antiga, recent i moderna, definida per importants esfondramants.[18]

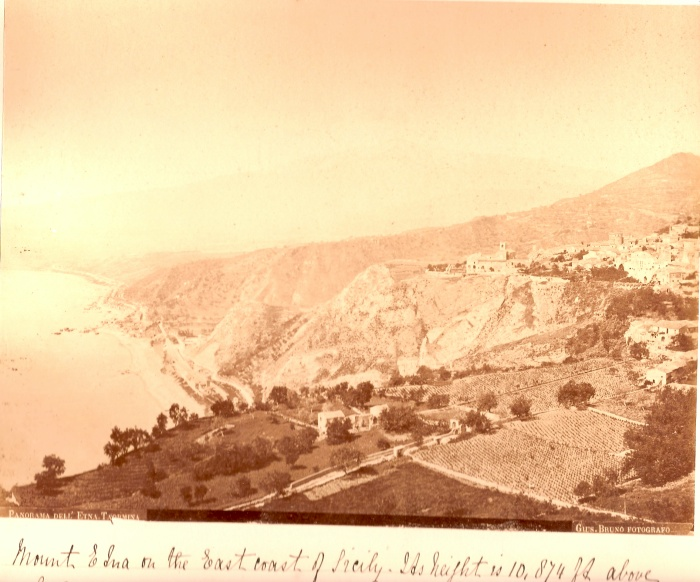
Vista des de Taormina per Giuseppe Bruno, ca. 1865.

La Vall de la vedella, la caldera de cinc quilòmetres d'amplada per deu quilòmetres de llarg orientada a l'est, es va formar arran de l'esfondramant d'una altra caldera durant la fase " Trifoglietto II" però la seva forma final es deuria a un col·lapse fa uns 3.500 anys.
El creixement del cim actual de l'Etna es va interrompre fa uns 2.000 anys per l'enfonsament de la Caldera del Piano en un rar esdeveniment explosiu plinià l'any 122 aC. Aquesta caldera de dos quilòmetres i mig de diàmetre encara és visible i la seva vora culmina a 2.900 m sobre el nivell del mar.

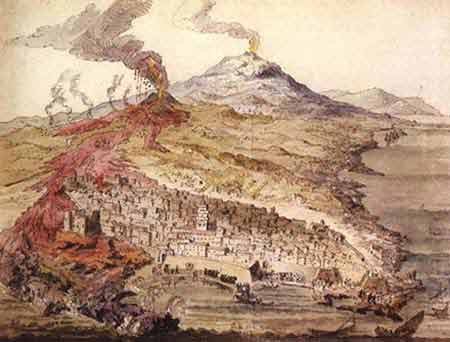
Dibuix de l'erupció de l'Etna de 1669. Una colada de lava que s'escapa d'una ventilació lateral està destruint cases a Catània. Un plomall volcànic s'aixeca de la part superior del volcà.

L'any 2012 al cim de l'Etna hi havia cinc cràters cimals: el cràter nord-est sorgit el 1911, el Voragine el 1947, el Bocca Nuova el 1968, el cràter sud-est el 1971 i el nou cràter sud-est va aparèixer el 2007 al peu est de l'antic, i regularment actiu des de llavors.
La primera ascensió registrada del volcà la va fer el filòsof grec Empèdocles entre els anys 490 i 430 aC.; s'hi hauria llançat per suïcidar-se i les seves sandàlies de bronze es van trobar a la vora del cràter. El geògraf grec Estrabó (mort cap al 23 dC) és un dels primers a descriure seriosament l'aparició de l'Etna. En el seu treball titulat Geografia. Indica que la part superior canvia de forma amb freqüència i descriu que la part superior té una forma circular de vint estadis de circumferència (uns 3,6 kilomètres. L'emperador Hadrià va pujar al cim de l'Etna l'any 125.
Santa Àgata, patrona de la ciutat de Catània situada als peus de l'Etna, va ser martiritzada per les autoritats de romanes l'any 251. La seva mort va anar acompanyada d'un terratrèmol que va sacsejar tota la ciutat. Un any després d'aquests fets, l'Etna va esclatar, abocant un flux de lava cap a Catània. Els habitants es van apoderar del vel que cobria la tomba de Santa Àgata i el van posar davant de la lava que es va aturar de seguida, salvant així la ciutat. D'ençà Santa Àgata ha estat invocada per la gent de Catània per a protegir-se dels terratrèmols, les erupcions volcàniques o els incendis provocats per l'Etna.

## Història de les erupcions volcàniques
Les erupcions de l'Etna segueixen múltiples patrons. La majoria es produeixen al cim, on hi ha cinc cràters diferents: el cràter del nord-est, el Voragine, el Bocca Nuova i dos al complex del cràter del sud-est. Altres erupcions es produeixen als flancs, que tenen més de 300 orificis de ventilació que van des de petits forats al sòl fins a grans cràters de centenars de metres de diàmetre. Les erupcions del cim poden ser molt explosives i espectaculars, però poques vegades amenacen les zones habitades al voltant del volcà. En canvi, les erupcions de flanc es poden produir fins a uns quants centenars de metres d'altitud, a prop o fins i tot dins de les zones habitades. Nombrosos pobles i pobles petits es troben al voltant o sobre els cons d'erupcions de flancs anteriors. Des de l'any dC 1600, s'han produït almenys 60 erupcions de flancs i innombrables erupcions de cims; gairebé la meitat d'aquests s'han produït des de principis del segle xx.
La darrera erupció més important es produí en el marc del seguit d'erupcions produïdes entre el 1991 i el 1993: el 23 de maig de 1992 una explosió va destruir el tub de lava de 7 km pel que havia anat circulant, obligant-la a desviar-se. L'erupció fou coneguda pels esforços per salvar la localitat de Zafferana Etnea utilitzant d'explosius.
Des de l'any 2000, l'Etna ha tingut cinc erupcions de flanc: el 2001, el 2002–2003, el 2004–2005 i el 2008–2009. Les erupcions del cim es van produir el 2006, 2007-2008, gener-abril de 2012, juliol-octubre de 2012, desembre de 2018, febrer de 2021, febrer de 2022 (cràter del sud-est), maig de 2022 (un col·lapse al cràter del sud-est va provocar una fractura al flanc nord) i l'agost del 2023. El 2 de juny de 2025, una erupció va provocar un flux piroclàstic possiblement causat pel col·lapse de material del flanc nord del cràter sud-est.

## Límits geopolítics
Les fronteres de deu municipis (Adrano, Biancavilla, Belpasso, Bronte (des de dos costats), Castiglione di Sicilia, Maletto, Nicolosi, Randazzo, Sant'Alfio, Zafferana Etnea) es troben al cim de l'Etna.

## Instal·lacions

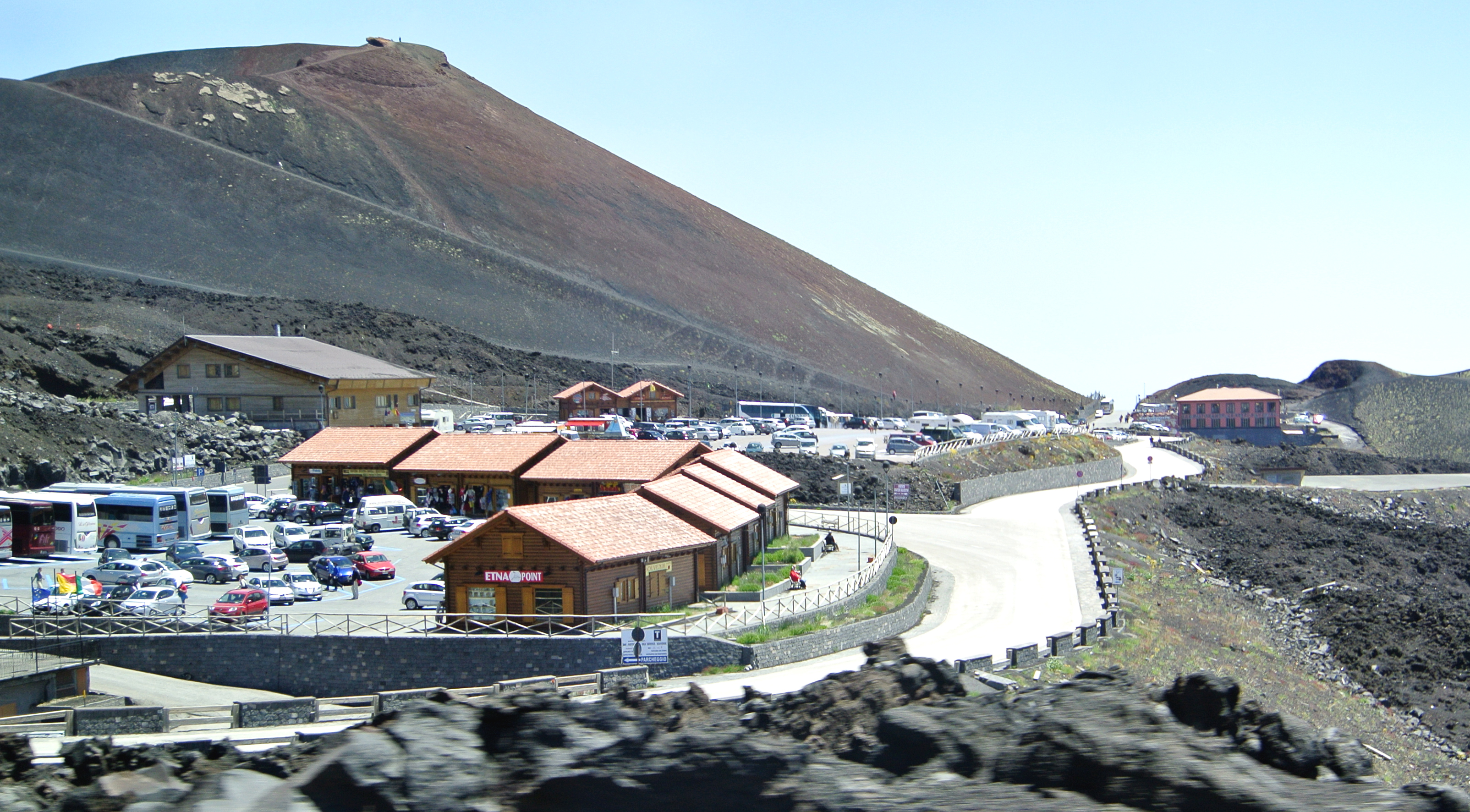
Refugi Sapienza, principal nucli turístic

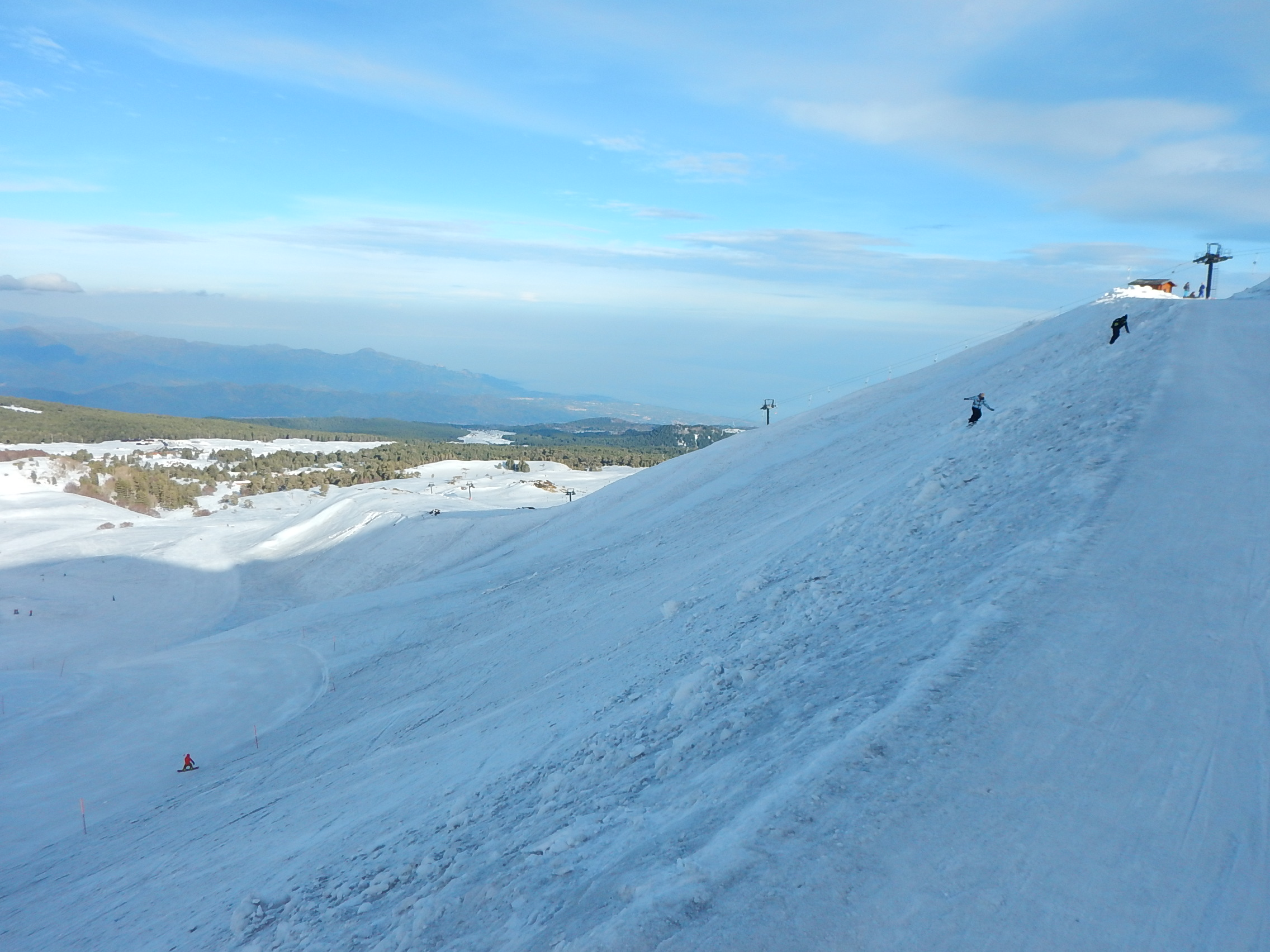
L'Etna Nord Linguaglossa i l'Etna Sud Nicolosi són les dues estacions d'esquí del volcà

L'Etna és una de les principals atraccions turístiques de Sicília, amb milers de visitants cada any. La ruta més habitual és per la carretera que porta a l'estació d'esquí del Refugi de Sapienza, situada al sud del cràter a l'altura de 1910. m. Des del Refugi, un telefèric va pujant fins a una cota de 2500 m, des d'on la zona del cràter a 2920 m és accessible.
Ferrovia Circumetnea - ferrocarril Round-Etna - és un ferrocarril de via estreta construït entre 1889 i 1895. Recorre el volcà en un semicercle de 110 km de llarg que comença a Catània i acaba a Riposto 28. km al nord de Catània.
A l'Etna hi ha dues estacions d'esquí: una al Refugi de Sapienza, amb telecadira i tres remuntadors, i una altra més petita al nord, a Piano Provenzana, prop de Linguaglossa, amb tres remuntadors i un telecadira.
Sapienza Refuge va ser l'arribada de la 9a etapa del Giro d'Itàlia de 2011 i la 4a etapa del Giro 2017.